# Исчезновение (фильм, 2006)
Исчезновение (англ. Vanished) — художественный телефильм-триллер, впервые показанный на канале Lifetime TV в 2006 году. Режиссёр фильма — Майкл Свитцер.

## Сюжет
Фильм начинается с повествования о муже Джейке Томасе Кэри (Брэд Роу) и жене Хоуп (Эй Джей Кук), которые отправляются из Флориды на тропический остров Сан Карлос. Сначала пара заселяется в гостиницу. Затем они идут на кладбище, и Хоуп замечает, как какой-то мужчина за ними следит. Пара заходит в магазин сувениров, Джейк берёт какую-то маску и пугает ей Хоуп. Затем владелец магазина (Аксель Андерсон) начинает раздражённо ругаться по-испански. Джейк и Хоуп уходят из магазина. Муж наслаждается коктейлем в уличном баре со своей красивой женой. После того, как Джейк отлучается в туалет, он бесследно пропадает. Он не мог покинуть остров. Хоуп вынуждена проводить самостоятельное расследование его исчезновения. Расследование осложняется тем, что она не знает местного языка. Хоуп подозревает, что Джейк ушел к другой женщине. Она звонит брату Джейка Гленну (Джофф Каллэн), он ей говорит, что Джейк перед поездкой сказал, что ему нужно кое-что уладить. Одни местные жители Ей приходится прибегнуть к помощи тех немногих жителей острова, которые разговаривают по-английски. Шеф местной полиции Раддимас (Карлос Понсе) разговаривает по-английски без акцента, но требует от Хоуп держаться подальше от расследования ради её же блага. Выясняется, что муж стал жертвой культа Вуду. Никто не соглашается помочь Хоуп. Она платит таксисту Родриго (Оскар Х. Герерро) более $300 за помощь в поиске мужа. На остров прибывает агент ФБР под видом туриста, он просит Хоуп остаться в номере отеля, если она хочет остаться целой и невредимой, но затем его ранят. Специальная следстенная группа арестует Хоуп. Её накачивают наркотиками. Частный детектив Грегорио (Луис Рауль) пытается связаться с Хоуп и сообщить ей, что произошло с её мужем, но сразу попадает в автокатастрофу. Затем к Хоуп приходит Луиза (Джоеми Бланко), которая следила за Хоуп и её мужем ещё с Флориды. Затем её саму похищают и чуть не насилуют. Выясняется, что Луиза якобы дочь Джейка. Джейк приезжал на остров раньше и переспал с матерью Луизы, которая в этот момент была беременна от Раддимаса. Раддимас внушил Луизе, что Джейк её отец и ей нужна его подпись на документах. Таким образом, Раддимас мстит Джейку за надругательство над девушкой Раддимаса.

## Производство
Съемки проходили в старом квартале Сан-Хуан (Пуэрто-Рико).

## В ролях
- Эй Джей Кук — Хоуп
- Брэд Роу — Джейк
- Аксель Андерсон — владелец магазина
- Карлос Понсе — Раддимас, шеф местной полиции
- Оскар Х. Герерро — Родриго
- Луис Рауль — Грегорио Рей, частный детектив
- Джоеми Бланко — Луиза
- Джофф Каллэн — Гленн, брат Джейка
- Триш Чейни — агент ФБР
- Эшли Фанг — студентка
- Бьянка Кэйлик — Анна
- Франциско Рейс — портье
- Уилфред Родригез — офицер Лопез
- Найл Тейлор — журналистка